# Энергия (мужской футбольный клуб, Воронеж)
«Энергия» — советский и российский футбольный клуб из Воронежа.

## История
Основан не позднее 1954 года, представлял воронежский завод «Электросигнал». Цвета клуба — сине-белые. Выступал (в сезоне 1963 года) на стадионе «Труд».
В 1960 и 1961 годах выигрывал серебряные медали чемпионата Воронежской области.
В 1963 году команда провела свой единственный сезон в соревнованиях мастеров, во второй зоне РСФСР в классе «Б». В зональном турнире «Энергия» заняла 14-е место среди 17 участников, опередив только команды из Пензы, Тамбова и Саранска. Самую крупную победу команда одержала над пензенской «Зарёй» (5:0), а самое крупное поражение потерпела от орехово-зуевского «Знамени Труда» (1:5). Также в этом сезоне «Энергия» сыграла единственный матч в Кубке СССР среди команд мастеров, уступив в первом раунде саранскому «Спартаку» 1:2. Тренировал команду в этом сезоне Борис Николаевич Страутнек, помогали ему в качестве играющих тренеров Феодосий Бондаренко и Григорий Горностаев. Лучшим бомбардиром клуба в сезоне стал Владимир Проскурин (7 голов).
В дальнейшем «Энергия» вернулась в соревнования коллективов физкультуры. В 1982 году стала финалистом Кубка Воронежской области, уступив в финале землякам из «Бурана» 1:3, а в 1985 году завоевала бронзовые награды областного первенства. В 1998 году принимала участие в первенстве России среди КФК в зоне «Черноземье» и заняла пятое место среди 10 участников. Последний[уточнить] официальный матч сыграла в 2013 году в рамках Кубка Воронежской области.